# Список керівників держав 919 року
Список керівників держав 919 року — це перелік правителів країн світу 919 року.
Список керівників держав 918 року — 919 рік — Список керівників держав 920 року — Список керівників держав за роками

## Європа
- Абхазьке царство — Костянтин III (894—923)
- Англія:
  - Король Англії — Едуард Старший (899—924)
  - Гвікке — до 994 немає даних.
  - Конволл — Гівел (910—926)
  - Королівство Йорвік — Рагнальд I (911—921)
  - Нортумбрія — елдормен Бамбурга Елдред I (913—927/933)
- Королівство Астурія — Фруела II (910—924)
- Перше Болгарське царство — Симеон Великий (893—927)
- Волзька Болгарія — Алмиш (895—925)
- Вельс:
  - Брихейніог — Теудр ап Гріфід (900—934)
  - Королівство Гвент — Брохфел ап Меуріг (880—920)
  - Королівство Гвінед — Ідвал II Лисий (916—942)
  - Дівед — Хівел Добрий (905—920)
  - Морганнуг — Овейн I (886—930)
  - Королівство Повіс — Ллівелін ап Мерфін (900—942)
  - Сейсіллуг — Клідог ап Каделл (909—920)
- Венеційська республіка — дож Орсо II Партичипаціо (912—932)
- Візантійська імперія — Костянтин VII Багрянородний (913—920)
  - Неаполітанське герцогство — Іоанн II (915—919); Марин I (919—928)
  - Самос (фема) — до 1002 невідомо
- Вірменія — Ашот II Залізний (914—928)
- конунґ данів — Ґирд Олафсон (911 — до 920)
- Дукля — Петр (Петрислав I) (900? — 925?)
- Ірландія — верховний король Ніалл Глундуб (916—919); Доннхад Донн (919—944)
  - Айлех — Ніалл Глундуб мак Аеда (896—919); Фергал мак Домнайлл (919—938)
  - Айргіалла — Фогартах мак Доннеган (917—947)
  - Дублін (королівство) — Сігтриґ I (917—921)
  - Коннахт — Катал ІІІ МакМугрон (900—925)
  - Ленстер — Фаелан III (917—942)
  - Король Міде — Конхобар мак Фланн (916—919); Доннхад Донн (919—944)
  - Мунстер — Флайтгбертах мак Інмайнен (908—944)
  - Улад — Аед мак Еохокайн (898—919); Дубгалл мак Аеда (919—925)
    - Конайлле Муйрхемне — Спелан мак Конгалайг (914—923)
- Кахетія — Падла II (918—929)
- Італія:
- Король Італії — Беренгар I (905—921)
  - Іврейська марка — Адальберт I (902—924)
  - Князівство Капуанське — Ландульф III (910—943)
  - Князівство Беневентське — Ландульф I (910—943)
  - Герцогство Гаета — Іоанн I (906—933)
  - Салернське князівство — Гваймар II (901—946)
  - Сполетське герцогство — Альберік I (898—922)
  - Герцогство Фріульське — Беренгар I (896—924)
    - Лонгобардія (фема) — Урсілео (915? — 921)
    - Калабрія (фема) — Іоанн Музалон (918—922)
- Кавказ:
  - Тао-Кларджеті — Адарнасе II (888—923)
- Коїмбрське графство — Ерменегільдо Гутьєррес (878—920)
- Критський емірат — Алі I (915—925)
- Королівство Наварра — Санчо I (905—925)
- Кордовський емірат — Абд Ар-Рахман III (912—961)
- Німеччина:
  - Герцогство Баварія — маркграф Арнульф I Злий (907—937)
  - Архієпископ Зальцбургу — Пілігрим I (907—923)
  - Герцогство Саксонія — Генріх I Птахолов (912—936)
  - Герцогство Швабія — Бурхард II (917—926)
- Король Норвегії — Гаральд I Прекрасноволосий (872—930)
- Графство Португалія — Лусідіо Вімаранеш (873—922)
- Угорське князівство — надьфейеделем Золта (907—947)
- Україна — Київський князь — Ігор Рюрикович (912—944)
- Західне Франкське королівство — Карл Простуватий (898—922)
- Східне Франкське королівство — Генріх I Птахолов (918—936)
  - Графство Арагон — Галіндо II Аснарес (893—922)
  - Герцогство Аквітанія — Ґійом II Молодий (918—926)
  - Графство Булонь — граф Адалульф (918—935)
  - Архграф Верхньої Бургундії — до 925 невідомо
  - Герцогство Васконія — герцог Гарсія II (893—920)
  - Бретонське королівство — Рагенольд (913—925)
  - Графство Керсі — Ерменгол (906—935)
  - Графство Мен — Гуго I (900—950)
  - Нормандія — Ролло (911—927)
  - Графство Тулуза — Раймунд II (918—924)
  - Урхельське графство — Суніфред II (897—948)
  - Фландрія — Арнульф I (918—958)
- Хозарський каганат — Беніамін (914—930)
- Хорватія — Томислав I (910—928)
- Чехія — князь Вратислав I (915—921)
- Швеція — Ерік V Рінґссон (910? — 950?)
- Шотландія:
  - Король Шотландії — Костянтин II (900—943)
  - Стратклайд — Дональд II макЕд (908—934)
- Святий Престол; Папська держава — папа римський Іван X (914—928)
- Вселенський патріарх — Миколай Містик (912—925)
  - Тбіліський емірат — Мансур I (914—952)

## Азія
- Близький Схід:
  - Фатіміди — Абдаллах аль-Магді (909—934)
  - Багдадський халіфат — Джафар аль-Муктадір (908—932)
    - Алавіди — антисаманід Хасан ібн-Касим (917—928) і просаманід Ахмад ібн-Хасан (916—923)
    - Дербентський емірат — Абд аль-Малік I (916—939)
    - Зіядіди — Абул-Джейш Ісхак ібн Ібрагім (904—981)
    - Держава Ширваншахів — Язід I (917—948)
    - Яфуриди — Асад бін Ібрагім (898—944)
- Візантія:
  - Себастія (фема) — Лев Аргир (911—919)
- Васпураканське царство — Гагік Арцруні (908—943)
- В'єтнам:
  - Династія Кхук — Кхук Тхиа Мі (917—930)
- Індія:
  - Західні Ганги — Ереганга Нітімарга II (907—921)
  - Гуджара-Пратіхари — Магіпала I (913—944)
  - Камарупа — Брахма Пала (900—920)
  - самраат Кашмірської держави (Династія Утпала) — Партха (906—921)
  - Імперія Пала — Нараянпала (873—927)
  - Держава Пандья — Мараварман Раджасімха II (900—920)
  - Раджарата — раджа Удая I (901—920)
  - Раштракути — Індра III (914—929)
  - Династія Тхакурі — Нарендрадева ІI (?—949)
  - Саканбарі — нріпа Вакпаті I (917—944)
  - Східні Чалук'ї — Чалук'я Бхіма I (892—921)
  - Чандела — володар Даджхауті Харша (905—925)
  - магараджа держави Чеді й Дагали — Ювараджа I (915—945)
  - Чола — Парантака I (907/910-950)
  - Династія Шахі (Кабулшахи, Індошахи) — Камалука (895—921)
- Індонезія:
  - Матарам — Дакса (910—918/919); Тулодон (919—924)
  - Сунда — Ягірі Прабу Пукуквесі (916—942)
  - Шривіджая — до 960 невідомо
- Середня Азія:
  - Киргизький каганат — імена правителів невідомі. Поступовий розпад до 924 р.
- Китай:
  - Пізня Лян — Чжу Ючжень (913—923)
  - Iдикут Кучі — до 940 правителі невідомі
  - Династія Ляо — Єлюй Амбагай (907—926)
  - Мінь (держава) — Ван Шеньчжи (909—925)
  - Наньчжао — Чжен Женьмінь (909—926)
  - У — Ян Лунянь (908—920)
  - Рання Шу — Ван Цзунянь (918—925)
  - Уюе — Цянь Лю (907—932)
  - Південна Хань — Лю Янь (917—941)
  - Чу — Ма Їнь (907—930)
- Корея:
  - Об'єднана Сілла — ісагим (король) Кьонмьон (917—924)
  - Пархе — тійо Теїнсон (906—921)
  - Тхебон — Тхеджо (918—943)
  - Хупекче — Кьонхвон (892—935)
- Паган — король Сале Нгакве (904—934)
- Персія:
  - Баванди — Шарвін II (896—930)
  - Саффариди — до 923 під контролем Саманідів.
  - Саджиди — Юсуф іб-Абу-Садж (901—928)
- Кхмерська імперія — Гаршаварман I (900—923)
- Японія — Імператор Дайґо (897—930)

## Африка
- Аксумське царство — Дел Нед (917? — 960?)
- Берегвати — Абу'л-Ансар Абдаллах (917—961)
- Некор (емірат) — Саліх III ібн Саїд (917—927)
- Ідрісиди — Абдаллах аль-Магді (917—925)
- Макурія — Георгіос I (854/856-920)
- Мідрариди — Ахмад ібн Маймун (913—921)
- Фатіміди — Абдаллах аль-Магді (909—934)
- Королівство Шоа — амір Хабоба (896—928)